# Georg-Sigismund von Oppen
Georg-Sigismund Arnim von Oppen (genannt: Brummel Oppen; * 27. Januar 1923 in Potsdam; † 22. Februar 2008 in Gualeguaychú, Argentinien) war ein deutscher Offizier (Leutnant) und Widerstandskämpfer gegen den Nationalsozialismus.

## Leben
Georg-Sigismund von Oppen wurde 1923 geboren als Sohn von Rudolf von Oppen (* 1887; † 1954), seinerzeit Adjutant des deutschen Kronprinzen Wilhelm von Preußen im Potsdamer 1. Garde Regiment zu Fuß sowie späterer Direktor der Siemens-Schuckert-Werke und Generalmajor der Reserve, und dessen Ehefrau Emily Henriette, geborene von Arnim-Gerswalde. Seine Mutter war die Tochter des preußischen Kammerherrn und Gutsbesitzers Felix von Arnim-Gerswalde und dessen Ehefrau Emily geborene Schalk, die einer deutsch-amerikanischen Brauereibesitzerfamilie entstammte. Die Mutter lebte als Witwe lange in der Schweiz.
Er wuchs in Potsdams Nauener Vorstadt auf; seine Eltern hatten dort in der Höhenstrasse 1929  ein elegantes Landhaus von Otto von Estorff errichten lassen. Oppen trat nach dem Abitur 1941 als Fahnenjunker in das Infanterie-Regiment 9 in Potsdam ein, das die Tradition des 1. Garde-Regiments fortführte und in welchem sein Vater gedient hatte. Er war an der West- und Ostfront eingesetzt und wurde 1943 zum Leutnant befördert. Im Dezember erlitt er schwere Verwundungen an der Ostfront und musste in ein Lazarett in Riga eingeliefert werden.
Anfang 1944 kam er zurück zu seinem Regiment; noch im gleichen Jahr stand er für einen Umsturzversuch zur Verfügung, den er mit seinen Regimentskameraden Ewald-Heinrich von Kleist-Schmenzin, Paul Widany und Ludwig Freiherr von Hammerstein-Equord durchführen wollte, für den sie sich zwischen dem 11. und 15. Juli 1944 bereithielten. Am 20. Juli 1944 war Oppen in Berlin als Ordonnanzoffizier im Stabe des Befehlshabers des Ersatzheeres eingesetzt; er fungierte am Tag des Umsturzes im Bendlerblock als Bewachung u. a. gegenüber den Generälen Friedrich Fromm und Joachim von Kortzfleisch. Während er Hans Bernd Gisevius ins Polizeipräsidium chauffierte, scheiterte der Umsturzversuch. Bei der Rückkehr wurde er entwaffnet, es gelang ihm allerdings das Verlassen des Komplexes. Er wurde dann ab 12. August 1944 für einige Monate im Berliner Zellengefängnis Lehrter Straße festgehalten, da er aber auf keiner Liste vermerkt war, wurde er wieder freigelassen.
Oberstleutnant i. G. Victor von Schweinitz, Dritter Generalstabsoffizier (Ic – Feindlage) der Heeresgruppe C (Südwest) in Norditalien und ebenfalls einst dem Infanterie-Regiment 9 angehörend, stellte Oppen mithilfe eines Obersten in der Personalabteilung der Heeresgruppe gefälschte Papiere aus. Auch dem ebenfalls aus der Wehrmacht ausgestoßenen Widerstandskämpfer von Kleist wurde auf diese Weise geholfen. Zuletzt in der Nähe von Genua bei der Festungsbrigade 135 befindlich, geriet er im Mai 1945 in US-amerikanische Kriegsgefangenschaft, aus der er im Sommer 1945 entlassen wurde.
Danach studierte er Rechtswissenschaften – wie auch von Kleist – an der Ludwig-Maximilians-Universität München. 1948 wanderte er über die Schweiz nach Argentinien aus. Von 1952 bis 1971 war von Oppen (genannt Brummel) bei Ferromar Argentina in Argentinien und von 1972 bis 1988 bei  Intergrafica in München tätig. Georg-Sigismund von Oppen starb im Alter von 85 Jahren in Gualeguaychú in Argentinien.
Er war in erster Ehe mit Christa Freiin von Mentzingen verheiratet und hatte fünf Kinder, Matthias, Michael, Christina-Felicitas, Maria Theresa, Georg Felix. In zweiter Ehe war er seit 1976 mit Diana Gräfin von und zu Eltz, genannt Faust von Stromberg, verheiratet, mit ihr hatte er zwei Kinder.